# Ascrea
Ascrea és un municipi de la província de Rieti, a la regió italiana del Laci, situat a uns 50 km al nord-est de Roma i a uns 25 km al sud-est de Rieti. L'1 de gener de 2019 tenia 240 habitants.

## Geografia
És un centre agrícola de la vall mitjana del riu Turano. El municipi limita amb Castel di Tora, Collegiove, Longone Sabino, Marcetelli, Paganico Sabino, Pozzaglia Sabina, Rocca Sinibalda i Varco Sabino.
El territori municipal compta amb un enclavament al nord en el qual es troben els barris de Stipes i Valleverde Stipes. A uns quilòmetres al sud-est de la població es troba un exclavament del municipi.